# Brad Davis (piłkarz)
Bradley Joseph Davis (ur. 8 listopada 1981 w Saint Charles, Missouri) – amerykański piłkarz występujący na pozycji pomocnika. Zawodnik klubu Sporting Kansas City.

## Kariera klubowa
Davis karierę rozpoczynał w 2000 roku w zespole Saint Louis Billikens z uczelni Saint Louis University. W 2002 roku poprzez MLS SuperDraft trafił do zespołu MetroStars grającego w MLS. W tych rozgrywkach zadebiutował 27 marca 2002 roku w przegranym 0:1 meczu z Columbus Crew. 6 kwietnia 2002 roku w wygranym 2:1 spotkaniu z Columbus Crew strzelił pierwszego gola w MLS.
W 2003 roku Davis odszedł do innego klubu MLS, Dallas Burn. Pierwszy ligowy mecz zaliczył tam 12 kwietnia 2003 roku przeciwko Los Angeles Galaxy (1:1). W Dallas występował w latach 2003–2004. W tym czasie rozegrał tam 55 ligowych spotkań i zdobył 8 bramek.
W 2005 roku podpisał kontrakt z San Jose Earthquakes, również z MLS. Zadebiutował tam 3 kwietnia 2005 roku w zremisowanym 2:2 meczu z New England Revolution. W tym samym roku otrzymał z nim nagrodę MLS Supporters' Shield. W 2006 roku przeniósł się z zespołem do Houston, gdzie rozpoczął z nim starty pod nazwą Houston Dynamo. W tym samym roku, a także rok później zdobył z klubem MLS Cup. W 2016 przeszedł do Sporting Kansas City.

## Kariera reprezentacyjna
W reprezentacji Stanów Zjednoczonych Davis zadebiutował 8 lipca 2005 roku w wygranym 4:1 meczu Złotego Pucharu CONCACAF z Kubą. Na tamtym turnieju wystąpił także w finałowym meczu z Panamą (0:0, 3:1 w rzutach karnych). Zespół Stanów Zjednoczonych został triumfatorem tamtego turnieju.